# هارلي ديكنسون
هارلي ديكنسون (بالإنجليزية: Harley Dickinson)‏ هو سياسي أسترالي، ولد في 20 أكتوبر 1938، وتوفي في 4 أبريل 2008. انتخب عضو الجمعية التشريعية فيكتوريا.